# Kung Fu Rider
Kung Fu Rider (wcześniej występująca pod tytułem Slider) – gra akcji, dostępna jedynie na PlayStation 3. Została wyprodukowana przez Japan Studio i wydana na całym świecie przez Sony Computer Entertainment. Do obsługi gry potrzebny jest kontroler ruchu Sony – PlayStation Move. Została zapowiedziana podczas Game Developers Conference w 2010 roku w San Francisco. Wydana 17 września 2010.

## Fabuła
Gracz przejmuje kontrolę nad Tobym lub Karin. Toby jest prywatnym detektywem, natomiast Karin – jego asystentką. Postaci te w każdym z rozgrywanych poziomów zmuszone są do uciekania po ulicach Hongkongu przed goniącymi ich członkami triad.

## Odbiór gry
Gra spotkała się z negatywnym odbiorem recenzentów, uzyskując według serwisu Metacritic 36/100 punktów oraz 41,59% według agregatora GameRankings.